# Kapelbrug

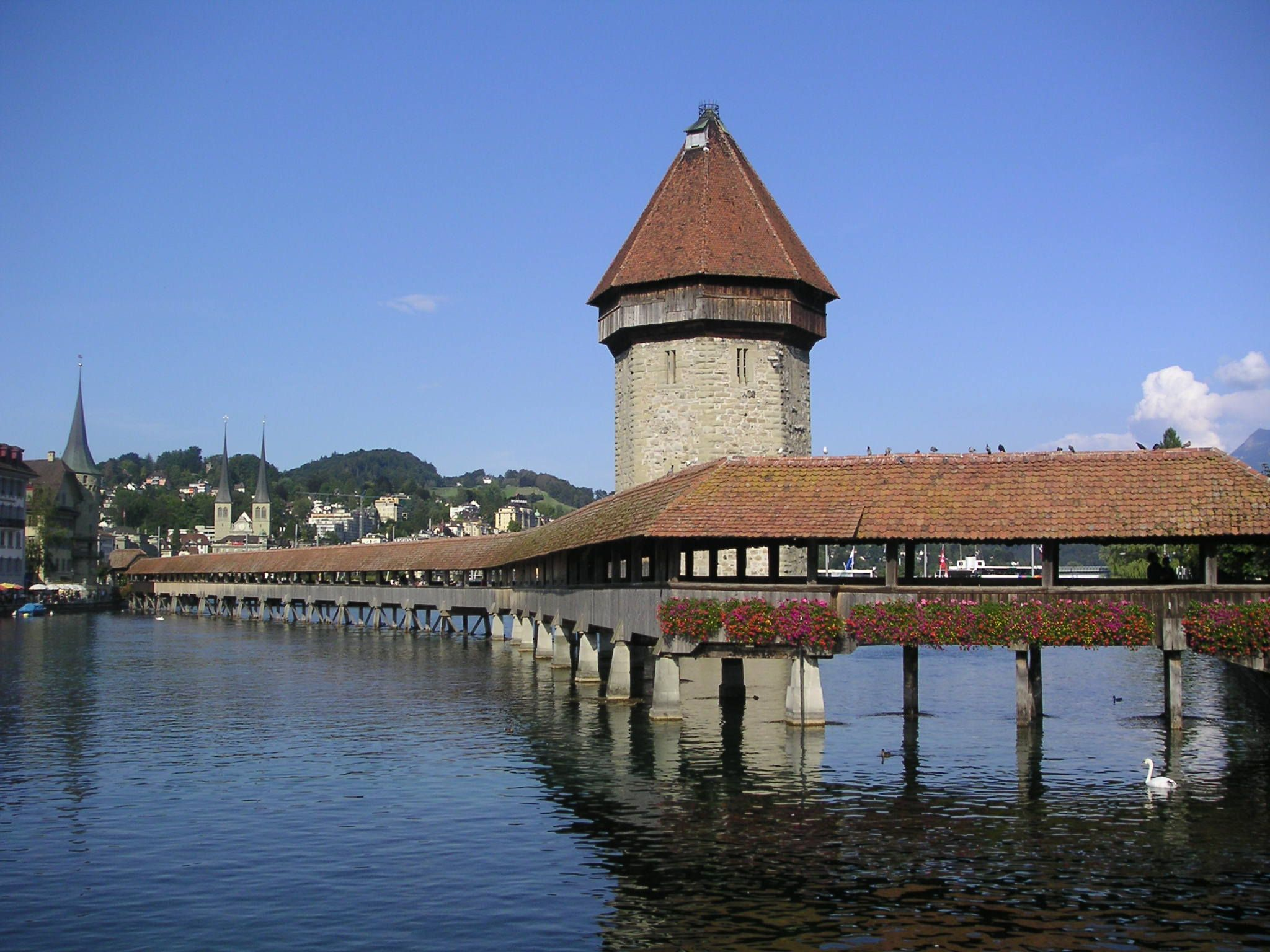

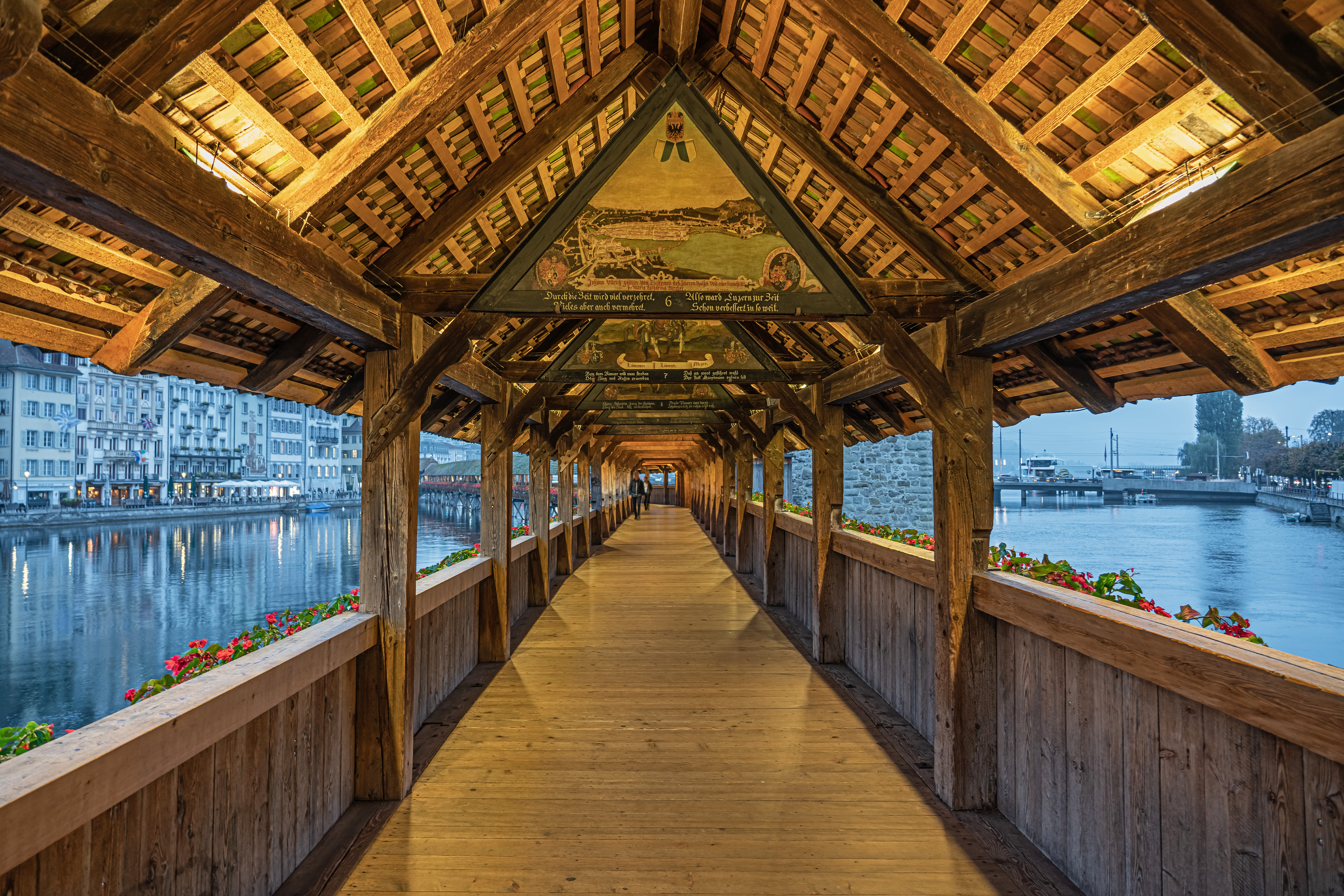
Binnenkant

De Kapelbrug (Duits: Kapellbrücke) is de belangrijkste toeristische attractie van de Zwitserse stad Luzern. Het is een houten overdekte brug uit 1365 met een lengte van 204,7 meter (oorspronkelijk 285 meter). De brug bevindt zich op de plaats waar de rivier Reuss het Vierwoudstrekenmeer verlaat. De kapelbrug is vernoemd naar het nabijgelegen Sint Peterkapelle op de linkeroever van de Reuss, de eerste stadsparochie.
De brug is meer dan 650 jaar oud, maar het grootste deel van de brug is vernieuwd nadat een brand op 18 augustus 1993 de brug, op de watertoren (Wasserturm) en de beide brughoofden na, had vernietigd. Het vernieuwen en onderhouden van de brug is door de jaren heen noodzakelijk geweest; dit als gevolg van natuurlijke slijtage, invloed van het weer op het hout en natuurcatastrofen. Ook de brand in 1993 was niet de eerste brand.
De bouw van de brug is terug te voeren, volgens de overlevering, op een natuurcatastrofe in 1333. Een onweer bij de berg Pilatus zorgde ervoor dat er zo veel hout naar de Reuss werd gespoeld, dat hiervan een brug kon worden gebouwd. De eerste melding over de brug in een oorkonde was in 1367, waarbij ook de watertoren werd genoemd. De watertoren stamt vermoedelijk uit ongeveer 1300.
Aanvankelijk was de functie van de Kapelbrug niet beperkt tot het overbrengen van voetgangers, maar maakte de Kapelbrug deel uit van de verdedigingswerken rondom de stad Luzern.

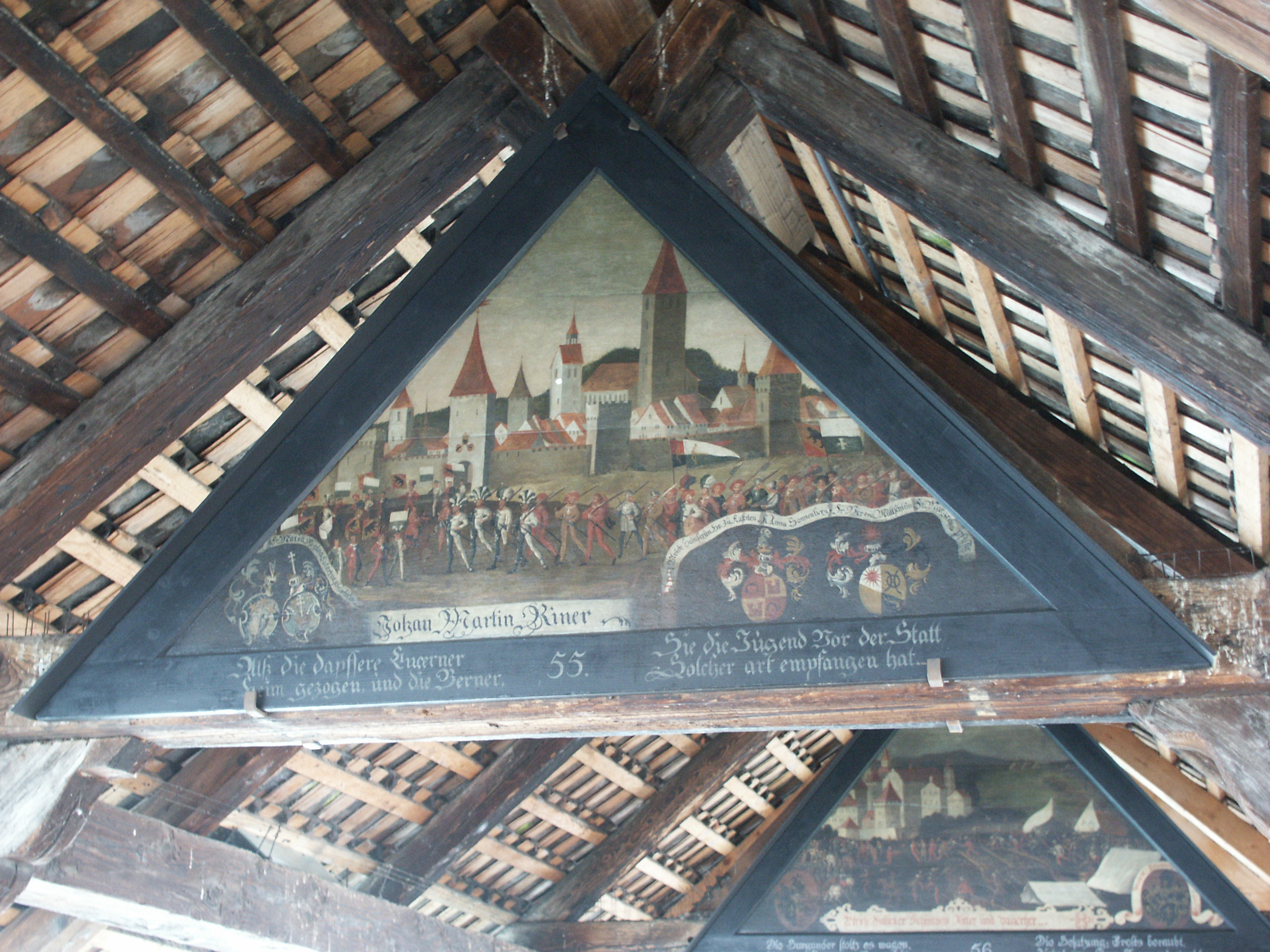
Een van de 110 afbeeldingen onder de nok van de Kapelbrug

In 1599 besloot de stadsraad van Luzern om de brug te verfraaien met afbeeldingen. Dit besluit werd genomen, nadat reeds in het midden van de 16e eeuw de Hofbrug (Hofbrücke) voorzien was van religieuze afbeeldingen. Het concept van de afbeeldingen van de Kapelbrug werd ontworpen door de stadsschrijver Renward Cysat (1545 - 1614). De afbeeldingen vertellen het verhaal van het oude Eedgenoten en de stad en republiek Luzern uit zicht van de katholieke reformatie. Het bestaat uit 3 thema's:
- De ontwikkeling van de geschiedenis van Luzern en het Zwitserse Eedgenootschap
- Het leven en de dood van de stadsbeschermheilige: Leodegar
- De legende van de heilige en beschermheer van Zwitserland: Mauritius

De schilderijen zijn gemaakt door de Zürichse schilder Heinrich Wegmann (of Wägmann) met hulp van onder andere zijn zoon. De schilderijen werden gefinanceerd door de rijke burgers van Luzern. Er werden oorspronkelijk 158 schilderijen gemaakt, waarvan echter in de loop van de tijd steeds meer schilderijen werden weggehaald. Niet alleen was vandalisme al in de 17e eeuw een groot probleem, waardoor schilderijen vervangen of gerestaureerd moesten worden, ook werden schilderijen weggehaald omdat de brug verkort werd. In 1833 tot 1835 werd de brug enige tientallen meters verkort en de laatste keer in 1898, toen ook het noordelijke bruggenhoofd werd geconstrueerd. Tot 1993 bleven 147 schilderijen behouden, maar bij de brand in 1993 werd twee derde van de schilderijen vernietigd. Na restauratie en vernieuwing worden er momenteel 110 schilderijen gebruikt in de nokken van de brug. De schilderijen zijn tussen 150 en 181 cm breed en 85 tot 95 cm hoog.
In het midden van de brug bevindt zich de watertoren (Wasserturm), die in al die jaren verschillende functies heeft gehad. Hij heeft gediend als martelkamer, als gevangenis, als schatkamer en als archief. De toren is 43,5 meter hoog en is achtkantig.